# دیگو ریکو
دیگو ریکو (انگلیسی: Diego Rico؛ زادهٔ ۲۳ فوریهٔ ۱۹۹۳) بازیکن فوتبال اهل اسپانیا است.
از باشگاه‌هایی که در آن بازی کرده‌است می‌توان به باشگاه فوتبال لگانس، باشگاه فوتبال رئال سوسیداد، باشگاه فوتبال ای‌اف‌سی بورنموث، و باشگاه فوتبال رئال ساراگوسا اشاره کرد.